# Witchcraft (banda)
Witchcraft é uma banda de stoner rock sueca formada em 2000.

## História
Magnus Pelander formou o Witchcraft em 2000, a fim de gravar um tributo a Bobby Liebling, do Pentagram, e Roky Erickson. O single "No Angel or Demon" foi lançado em 2002 pela gravadora Art Primitive, que rapidamente os contratou. Um ano depois, a banda foram trazidos de volta junto com Jonas Arnesen tomando o lugar do baterista original, Jens Henriksson, e Mats, seu irmão, começou a tocar baixo na banda. Seu álbum de estréia, Witchcraft, foi trabalhado em um estúdio de porão com equipamentos de baixa qualidade, que lhes deu o seu som muito "setentista". Mats deixou a banda quase que imediatamente após a gravação ser feita. Mats também foi o baterista do trio "The Hollywoods".
Em meados de 2004, a banda excursionou pela Europa com a banda de doom metal, Orange Goblin e Grand Magus. A banda gravou seu segundo álbum, Firewoods, na Inglaterra, que foi lançado pela Rise Above, em 2005. Nesse mesmo ano a banda fez uma turnê no Reino Unido em apoio da banda de crossover thrash, Corrosion of Conformity. Em meados de 2006, Jones Arnesen deixou a banda e foi substituído pelo baterista original, Jens Henriksson. A banda excursionou os EUA na última parte de 2006 com a banda de Hard Rock Danava. Nessa turnê, em Washington, D.C., eles tocaram covers do Pentagram, ("When The Screams Come" e "Yes I Do"), com Bobby Liebling nos vocais.
Depois de sua turnê pelos EUA voltaram para o estúdio e gravaram o single "If Crimson Was Your Colour". Este foi lançado em vinil, pela Rise Above em 06 de novembro de 2006. Jens Henriksson Witchcraft, mais uma vez à esquerda, foi substituído por Fredrik Jansson (ex-Abramis Brama). O terceiro album, The Alchemist, foi lançado em 08 de outubro de 2007 pela Rise Above Records (UK), Leaf Hound Records (Japão), e Candlelight Records (EUA). Pouco depois de The Alchemist, Witchcraft lançou um split de com a banda The Sword, pela Kemado Records. O EP apresenta versões de duas canções anteriormente proibidas na Suécia.
Em 2010, Magnus Pelander lança um EP solo, e atualmente está trabalhando em um álbum solo. Membros atuais, Ola Henriksson e John Hoyles juntos com o ex-membro Jens Henriksson, formaram uma nova banda chamada Troubled Horse e lançaram um single no início de 2010. John Hoyles também está em uma banda com o baterista do Spiders Graveyard chamado Jens Henriksson. Também está em uma banda com o baixista Joakim Dimberg.

## Membros
Membros atuais
- John Hoyles - guitarra
- Fredrik Jansson - bateria
- Ola Henriksson - baixo
- Magnus Pelander - vocais e guitarra

Ex-membros
- Jonas Arnesén - bateria
- Jens Henriksson - bateria
- Mats Arnesén - baixo

## Discografia

### Albuns de estúdio
- Witchcraft CD/LP (Rise Above Records 2004)
- Firewood CD/LP (Rise Above Records 2005)
- The Alchemist CD/LP (Rise Above Records 2007)
- Legend CD/LP (Nuclear Blast 2012)
- Nucleus CD/LP (Nuclear Blast 2016)
- Black Metal CD/LP (Nuclear Blast 2020)
- Idag (Heavy Psych Sounds 2025)

### Singles e EPs
- "No Angel or Demon" 7" (Primitive Art Records 2002)
- "Chylde of Fire" 7" split com Circulus (Rise Above Records 2005)
- "If Crimson Was Your Colour" 7" (Rise Above Records 2006)
- The Sword/Witchcraft, split com The Sword (Kemado Records 2007)
- Legend - Full Album